# Houston Bowl
El Houston Bowl fue un bowl de fútbol americano universitario que se jugaba anualmente en Houston, Texas de 2000 a 2005.

## Historia
El bowl marcó el regreso de un bowl de fútbol americano universitario a Houston, Texas luego de la desaparición del Bluebonnet Bowl en 1987; y en sus primeras dos ediciones fe llamado galleryfurniture.com Bowl por el patrocinio de la fábrica de muebles de Jim McIngvale y los partidos se jugaron en el Astrodome, pero en 2002 pasó a llamarse EV1.net Houston Bowl por el patrocinio de EV1.net y la sede pasó a ser el Reliant Stadium.
Generalmente en el partido se enfrentaban equipos del Big 12 Conference ante Conference USA, siendo el Big 12 participante en todas las ediciones del bowl.
Luego de la edición de 2005 pierden el patrocinio de EV1.net. La organización del partido pasó a ser de los Houston Texans, y la NFL Network lo cambió por el Texas Bowl. Cuando la edición del 2006 pasó a ser el Texas Bowl y los partidos se jugaron en Houston, la NCAA consideró que los récords del Texas Bowl y el Houston Bowl como separados.

## Resultados
| Fecha                   | Campeón        | Campeón | Finalista     | Finalista |
| ----------------------- | -------------- | ------- | ------------- | --------- |
| 27 de diciembre de 2000 | East Carolina  | 40      | Texas Tech    | 27        |
| 28 de diciembre de 2001 | Texas A&M      | 28      | TCU           | 9         |
| 27 de diciembre de 2002 | Oklahoma State | 33      | Southern Miss | 23        |
| 30 de diciembre de 2003 | Texas Tech     | 38      | Navy          | 14        |
| 29 de diciembre de 2004 | Colorado       | 33      | UTEP          | 28        |
| 30 de diciembre de 2005 | n.º 14 TCU     | 27      | Iowa State    | 24        |

## Apariciones

### Por Equipo
| #  | Equipo                      | Apariciones | Récord | Promedio |
| -- | --------------------------- | ----------- | ------ | -------- |
| T1 | TCU Horned Frogs            | 2           | 1–1    | .500     |
| T1 | Texas Tech Red Raiders      | 2           | 1–1    | .500     |
| T2 | Colorado Buffaloes          | 1           | 1–0    | 1000     |
| T2 | East Carolina Pirates       | 1           | 1–0    | 1000     |
| T2 | Oklahoma State Cowboys      | 1           | 1–0    | 1000     |
| T2 | Texas A&M Aggies            | 1           | 1–0    | 1000     |
| T2 | Iowa State Cyclones         | 1           | 0–1    | .000     |
| T2 | Navy Midshipmen             | 1           | 0–1    | .000     |
| T2 | Southern Miss Golden Eagles | 1           | 0–1    | .000     |
| T2 | UTEP Miners                 | 1           | 0–1    | .000     |

### Por Conferencias
| #  | Conferencia   | Apariciones | Récord | Promedio | Cantidad | Equipos                                                                               |
| -- | ------------- | ----------- | ------ | -------- | -------- | ------------------------------------------------------------------------------------- |
| 1  | Big 12        | 6           | 4–2    | .667     | 5        | Texas Tech (1–1) Colorado (1–0) Oklahoma State (1–0) Texas A&M (1–0) Iowa State (0–1) |
| 2  | C-USA         | 3           | 1–2    | .333     |          | East Carolina (1–0) Southern Miss (0–1) TCU (0–1)                                     |
| T3 | MWC           | 1           | 1–0    | 1000     |          | TCU (1–0)                                                                             |
| T3 | Independiente | 1           | 0–1    | .000     |          | Navy (0–1)                                                                            |
| T3 | WAC           | 1           | 0–1    | .000     |          | UTEP (0–1)                                                                            |

## JMV
| Fecha                   | JMVs             | Equipo         | Posición |
| ----------------------- | ---------------- | -------------- | -------- |
| 27 de diciembre de 2000 | David Garrard    | East Carolina  | QB       |
| 27 de diciembre de 2000 | Bernard Williams | East Carolina  | DT       |
| 28 de diciembre de 2001 | Byron Jones      | Texas A&M      | DB       |
| 28 de diciembre de 2001 | Joe Weber        | Texas A&M      | RB       |
| 27 de diciembre de 2002 | Rashaun Woods    | Oklahoma State | WR       |
| 27 de diciembre de 2002 | Kevin Williams   | Oklahoma State | DT       |
| 30 de diciembre de 2003 | B. J. Symons     | Texas Tech     | QB       |
| 30 de diciembre de 2003 | Adell Duckett    | Texas Tech     | DL       |
| 29 de diciembre de 2004 | Joel Klatt       | Colorado       | QB       |
| 29 de diciembre de 2004 | Tom Hubbard      | Colorado       | S        |
| 31 de diciembre de 2005 | Jeff Ballard     | TCU            | QB       |
| 31 de diciembre de 2005 | Jason Berryman   | Iowa State     | DL       |